# Larisa Cerić
Larisa Cerić (* 26. Januar 1991 in Travnik, SR Bosnien und Herzegowina, SFR Jugoslawien) ist eine Judoka aus Bosnien und Herzegowina. Sie war 2017 Weltmeisterschaftszweite in der offenen Klasse und 2018 Weltmeisterschaftsdritte im Schwergewicht.

## Sportliche Karriere
Die 1,76 m große Larisa Cerić belegte bei den Mittelmeerspielen 2009 den zweiten Platz im Schwergewicht hinter der Slowenin Lucija Polavder. Drei Monate später siegte sie bei den U20-Weltmeisterschaften. Ende 2009 gewann sie eine Bronzemedaille bei den U23-Europameisterschaften. 2010 belegte sie den siebten Platz bei den Europameisterschaften, den fünften Platz bei den U20-Europameisterschaften, den siebten Platz bei den U20-Weltmeisterschaften und den zweiten Platz bei den U23-Europameisterschaften. Nach einem schwächeren Jahr 2011 siegte Larisa Cerić 2012 bei den U23-Europameisterschaften. 2013 belegte sie den siebten Platz bei den Europameisterschaften, den dritten Platz bei den Mittelmeerspielen und den siebten Platz bei der Universiade. Bei den Weltmeisterschaften 2013 in Rio de Janeiro unterlag sie im Viertelfinale gegen die Französin Émilie Andéol. Nach einem Sieg über die Südkoreanerin Kim Min-jung unterlag Cerić im Kampf um eine Bronzemedaille der Japanerin Megumi Tachimoto. 2014 gewann sie in Montpellier ihre erste Medaille bei Europameisterschaften. Nachdem sie im Achtelfinale die Litauerin Santa Pakenytė und im Viertelfinale Lucija Polavder geschlagen hatte, bezwang sie im Halbfinale die Deutsche Jasmin Külbs. Im Finale unterlag sie dann Émilie Andéol.
Bei den Olympischen Spielen 2016 in Rio de Janeiro schied Larisa Cerić in ihrem ersten Kampf gegen die Tunesierin Nihel Cheikh Rouhou aus. Im Jahr darauf unterlag sie bei den Europameisterschaften 2017 in Warschau im Viertelfinale der Belarussin Maryna Sluzkaja. Mit Siegen in der Hoffnungsrunde über die Ungarin Mercedesz Szigetvári und die Türkin Kayra Sayit sicherte sich Larisa Cerić eine Bronzemedaille. Bei den Weltmeisterschaften 2017 in Budapest belegte sie den siebten Platz. 2018 bezwang sie bei den Europameisterschaften in Tel Aviv im Halbfinale die Ukrainerin Jelysaweta Kalanina, im Finale unterlag sie der Französin Romane Dicko. Fünf Monate später bezwang sie im Viertelfinale der Weltmeisterschaften 2018 in Baku İrina Kindzerskaya aus Aserbaidschan und unterlag im Halbfinale der Japanerin Sarah Asahina. Mit einem Sieg über die Britin Sarah Adlington sicherte sie sich eine Bronzemedaille. Bei den im Rahmen der Europaspiele in Minsk ausgetragenen Europameisterschaften 2019 erreichte Larisa Cerić das Finale, unterlag aber dort der Belarussin Maryna Sluzkaja. Im gleichen Jahr belegte sie den siebten Platz bei den Weltmeisterschaften in Tokio.
Nach der Zwangspause wegen der COVID-19-Pandemie verlor sie im Halbfinale der Europameisterschaften 2020 gegen Romane Dicko und belegte nach einer weiteren Niederlage im Kampf um Bronze gegen die Portugiesin Rochele Nunes den fünften Platz. Bei den Europameisterschaften 2021 unterlag sie Nunes im Viertelfinale und erreichte den siebten Platz. Bei den Olympischen Spielen in Tokio verlor sie im Achtelfinale gegen İrina Kindzerskaya. Während der Eröffnungsfeier war sie gemeinsam mit dem Leichtathleten Amel Tuka die Fahnenträgerin ihrer Nation. Tuka trug die Fahne zudem bei der Schlussfeier ins Stadion.
Bei den Mittelmeerspielen 2022 in Oran gewann Cerić eine Bronzemedaille, nachdem sie im Viertelfinale gegen die Französin Coralie Hayme verloren hatte. 2024 belegte Cerić den siebten Platz bei den Europameisterschaften in Zagreb. Ebenfalls Siebte wurde sie bei den Olympischen Spielen 2024 in Paris nach einer Viertelfinalniederlage gegen die Französin Romane Dicko.

## Landesmeistertitel
Larisa Cerić gewann bis 2024 14 Landesmeistertitel von Bosnien und Herzegowina.
- Schwergewicht: 2008, 2009, 2010, 2012, 2014, 2015, 2017, 2018
- Offene Klasse: 2009, 2010, 2012, 2014, 2015, 2018